# Ophiurothamnus discycla
Ophiurothamnus discycla är en ormstjärneart som först beskrevs av Hubert Lyman Clark 1911.  Ophiurothamnus discycla ingår i släktet Ophiurothamnus och familjen knotterormstjärnor. Inga underarter finns listade i Catalogue of Life.